# Leucio de Bríndisi
Leucio fue inicialmente un misionero de Alejandría, Egipto, quien más tarde fundó la Diócesis de Brindisi, como el primer obispo en 165. Se cree que más tarde sufrió el martirio en 180. Está considerado como santo por Iglesia católica, se celebra el 11 de enero.

## Primeros años
No se sabe mucho de los primeros años de la vida de  Leucio, aunque se cree que nació en Europa del Este, de Eudecius y Euphrodisia y se le dio el nombre de Eupressius al nacer. Lo que se sabe es que el joven Eupressius fue educado y pasó los años formativos de su vida en Alejandría, Egipto. Tras la muerte de su madre, entró en la vida monástica. Una visión celestial, durante la Fiesta de la Asunción de la Virgen, cambiaría su nombre de Eupressius a Leucio. Después de haber sido ordenado obispo, Leucio quería emprender un apostolado misionero en Brindisi, para liberar a los paganos de los conceptos erróneos del cristianismo. Leucio salió de Alejandría hacia Brindisi, que en ese momento era uno de los puertos más grandes del Mediterráneo, en lo que ahora es la parte sur de Italia.

## Vida religiosa
Leucio llegó a la fama por primera vez cuando muchos paganos en Apulia lo escucharon predicando el Evangelio durante una sequía. Afirmó que si tenían fe en su mensaje, llegarían las lluvias. Después de que cayeron las lluvias, los paganos que habían escuchado a Leucio se convirtieron inmediatamente al cristianismo. Poco después, se convirtió en el primer obispo de Brindisi y procedió a construir las iglesias de Santa María y San Juan Bautista. La última parte de su vida es desconocida, pero según la tradición sufrió el martirio en el año 180. Poco después de su muerte, sus restos fueron devueltos a Brindisi, allí permanecieron hasta la invasión lombarda de 768, cuando fueron trasladados a Trani, entonces capital del ducado de Benevento.

## Veneración
El culto a Leucio se extendió por toda la región de Apulia (donde muchas de las parroquias rurales todavía llevan su nombre), y fue muy venerado en Trani, Lecce, Benevento, Caserta, y Capua.  La difusión del culto a Leucio en el sur de Italia coincidió con la conversión oficial al cristianismo del ducado de Benevento, Brindisi, que se atribuye a San Barbato, en 680, y a la duquesa Teoderada en 706. Más tarde en ese siglo, los restos de Leucio, que habían comenzado a atraer la atención de muchos peregrinos, fueron transferidos a Trani, colocados en una capilla ubicada debajo de la catedral de Trani. Más tarde, fueron transferidos nuevamente a Benevento. El culto al santo se extendió por toda la región, incluso llegando a Roma, donde se construyó un monasterio dedicado a él ya en el siglo VI. En Atessa, una leyenda creció alrededor de Leucio en la que el obispo de Brindisi mató a un dragón que había aterrorizado a la gente durante mucho tiempo, y en testimonio de su trabajo le dio una de las costillas. En la Basílica Catedral de Brindisi, dedicada en 1771, el altar que cierra el pasillo izquierdo conserva la reliquia de un brazo de Leucio. Una representación del santo adorna la catedral, realizada en lienzo por Oronzo Tiso (1726-1800).